# RTL Living
RTL Living – niemiecka stacja telewizyjna, której właścicielem jest RTL Group. Wystartowała 27 listopada 2006 roku. W ofercie stacji znajdują się programy typu lifestyle oraz programy dokumentalne.

## Programy
- Alan Titchmarsh: Der perfekte Garten
- Alan Titchmarsh: Das perfekte Gartenjahr
- Besser leben
- Einsatz in 4 Wänden
- Hautnah
- Kochduell
- Kochüberfall
- Mein Baby
- Mein Garten
- Meine Hochzeit
- Michael Palin: Hemingways Reisen
- Michael Palin: In 80 Tagen um die Welt
- Nigellas Festessen
- Nigellas Leckerbissen
- Ray Mears Survival Guide
- Unsere erste gemeinsame Wohnung
- Unser neues Zuhause Spezial
- Voxtours
- Wolkenlos – Das Urlaubsmagazin